# Емануель Марголіаш
Емануель Марголіаш (10 лютого 1920 – 10 квітня 2008) — біохімік, що присвятив більшу частину своєї кар’єри вивченню білка цитохрому c. Відомий своєю роботою з молекулярної еволюції; разом з Волтером Фітчем розробив метод Фітча-Марголіаша для побудови еволюційних дерев на основі білкових послідовностей.
Був членом Національної академії наук США і Американської академії мистецтв і наук.

## Біографія
Марголіаш отримав ступінь доктора медицини в Американському університеті Бейрута. Він служив офіцером-медиком ізраїльської армії під час арабо-ізраїльської війни 1948 року, а згодом обіймав дослідницькі посади в Єврейському університеті Єрусалиму - медичній школі Хадасса, відділі біохімії Нобелівського інституту, медичному коледжі Університету штату Юта, Науково-дослідному інституті Макгілл-Монреальського загального шпиталю, лабораторії Ебботта, Північно-Західному університеті, де був завідувачем кафедри біохімії, молекулярної біології та клітинної біології у 1980-х роках. Він залишив Лабораторії Ебботта, щоб приєднатися до факультету Північно-Західного університету, і продовжив свої дослідження цитохрому c, поки політика Північно-Західного університету не змусила його піти на пенсію. Після цього він отримав посаду (з новими лабораторіями) в Університеті Іллінойсу в Чикаго. У 1970 році йому запропонували дослідити рибу латимор і виділити її цитохром С для секвенування. Цю рибу, яка живе на великій глибині в океані, під час війни викинуло на береги Коморських островів, президент Франції де Голль визнав її «французькою рибою» і відмовився дозволити її експорт. Марголіаш поїхав до Франції та зі своїми колегами виділив цитохром С з риби, а повернувся з маленьким кристалом у маленькому флаконі, в якому була вся кількість цитохрому С цієї незвичайної тварини.

## Наукові досягнення
1963 року Е. Марголіаш визначив амінокислотні послідовності цитохромів c різних видів та вперше створив філогенетичне дерево для специфічного генного продукту.
1967 року Е. Марголіаш і В. Фітч розробили метод побудови філогенетичних дерев на основі мутаційних відстаней, що розділяють гомологічні білки. Для цього вони використали дані про структури цитохромів c із 20 видів організмів, від дріжджів до людини.